# El hobbit (videojuego de 1982)
El hobbit (título original en inglés: The Hobbit) es un videojuego lanzado en 1982 y basado en la novela El hobbit de J. R. R. Tolkien. Fue desarrollado en Beam Software por Phillip Mitchell y Veronika Megler y publicado por Melbourne House para la mayoría de ordenadores domésticos disponibles en el momento, desde los modelos más populares como el ZX Spectrum, el Commodore 64, el Amstrad CPC 464 y el BBC Micro, hasta otros ordenadores menos conocidos como el Dragon 32 y el Oric. Por acuerdo con los editores de la novela, se incluyó una copia en la venta de cada juego.
El análisis de frases era muy avanzado para la época y usaba una variante del inglés llamada «Inglish». Cuando fue lanzado, la mayoría de los juegos de aventuras usaban análisis de frases simples de verbo-nombre (permitiendo frases sencillas como «coger lámpara»), pero el «Inglish» permitía escribir frases avanzadas como «preguntar a Gandalf sobre el curioso mapa y después coger la espada y matar al trol con ella». El fraseo era complejo e intuitivo, introduciendo pronombres, adverbios («ferozmente atacar al trasgo»), puntuación y preposiciones, y permitiendo al jugador interactuar con el mundo de juego de maneras que no eran posibles previamente.

## Sistema de juego
Muchas localizaciones fueron ilustradas con una imagen, basada en los originales diseñados por Kent Rees. En la versión de casete, para ahorrar espacio, cada imagen fue guardada en un formato comprimido, guardando información esquemática para después rellenar las áreas cercadas en la pantalla. La lenta velocidad de las CPU significaba que llevaría varios segundos dibujar cada escena. Las versiones del juego basadas en discos usaban imágenes pre-renderizadas de mayor calidad.
El juego tenía un sistema de físicas innovador basado en el texto, desarrollado por Veronika Megler. Los objetos, incluyendo los personajes del juego, tenían un tamaño, peso y solidez calculados. Los objetos podían ser colocados dentro de otros objetos, atados con cuerda entre sí y dañados o rotos. Si el protagonista se sentaba en un barril y alguien lo cogía y lo lanzaba a través de una trampilla, el jugador iba también.
Al contrario que otros trabajos de ficción interactiva, el juego también era en tiempo real - si te ausentabas del teclado demasiado tiempo, los eventos continuaban sin ti introduciendo automáticamente el comando «WAIT» con la respuesta «You wait - time passes» («tú esperas, el tiempo pasa»). Si tenías que ausentarte por un corto período, había un comando de «PAUSE» («pausa») que detenía todos los eventos hasta que se pulsase una tecla.
El juego tenía un elenco de personajes no jugadores que eran completamente independientes del jugador y obedecían con precisión las mismas reglas del juego. Tenían lealtades, virtudes y personalidades que afectaban a su conducta y no siempre se podían predecir. El personaje de Gandalf, por ejemplo, deambulaba libremente alrededor del mundo de juego (unas cincuenta localizaciones), recogiendo objetos, involucrándose en peleas y siendo capturado. La volatilidad de los personajes, unida a las ricas físicas y el sistema de lucha imposible de predecir, significaban que el juego podía ser jugado de muchas maneras diferentes. Había numerosas posibles soluciones y visto en retrospectiva el juego puede ser considerado como uno de los primeros ejemplos de «juego emergente».

## Acogida
El hobbit fue un enorme éxito comercial. A finales de los 80 había vendido más de un millón de copias. Se acepta de manera general que las causas más importantes de su éxito fueron la popularidad del trabajo de Tolkien y el innovador análisis «Inglish» creado por Stuart Richie.

## Legado
Una frase del juego que ha entrado en la cultura popular es «Thorin se sienta y canta acerca del oro».
Para ayudar a los jugadores se publicó una guía titulada A guide to playing ‘The Hobbit’ («Una guía para jugar a El hobbit»). Además, el juego es mencionado en Twisty Little Passages, de Nick Montfort, un libro que explora la historia y forma del género de ficción interactiva.
Melbourne House continuó El hobbit con El Señor de los Anillos: juego uno en 1986, Sombras de Mordor: juego dos de El Señor de los Anillos en 1987 y La Grieta del Destino en 1990. También volvieron a usar el «Inglish» en Sherlock.